# 斐西瓦乐·大维德
斐西瓦樂·維克托·大維德·以西結·大維德爵士，第二代從男爵（Sir Percival Victor David Ezekiel David, 2nd Baronet，1892年7月21日—1964年10月9日），是一位英國商人，亦是一位重要的中國瓷器收藏家。

## 生平
1892年大維德出生在英屬印度孟買的一個猶太富商家庭，父親是沙宣·大維德爵士，第一代從男爵（Sir Sassoon David, 1st Baronet, 1849-1926年），經營同名貿易公司，業務包括銀行、紡織品和鴉片，是印度銀行的創始人之一。他曾先後就讀於額爾芬斯東學院、孟買大學和倫敦大學，1926年繼承其父親的從男爵頭銜與家族生意，成為公司主席，公司分部設立在香港、上海、和神戶。
1925年，大維德應邀協助設計一個在紫禁城內舉辦的宮廷藝術珍寶展。他不但自費贊助這一展覽的部分裝置費用，並出版圖錄獲得巨大成功。1927-1928年，他回到北京，當時謠傳慈禧太后在1901年出宮時將一批內府秘藏珍寶抵押給北京的鹽業銀行。大維德爵士設法從中買到40多件瓷器珍品，分三次運至倫敦。1930-1931年，他在繼續協助清宮清點、組織和舉辦各種皇家珍寶藝術展覽的同時，通過各渠道庋集到近1700件陶瓷和一卷清宮御製古玩圖，年份跨越公元十至十八世紀，迄今仍然是兩個故宮博物院以外最大最全面的單體收藏。
自從購得鹽業銀行的清宮舊藏後，大維德開始系統、深入地研究中國瓷器，特別是官窯瓷器。他對收藏的每件器物包括其流傳過程都做了相關考證，並將器物上的款識翻譯成英文。1934年由霍蒲孫編著的《大維德所藏中國陶瓷圖錄》中每件器物詳細的說明文字都是由其親自提供。1929年他在《東方藝術》雜誌（《Eastern  Art》）上發表了《論秘色窯》（《Some Notes on Pi-se Yao》），1933年、1936年又分別在《東方陶瓷學會會刊》（《Transactions of the Oriental Ceramic Society》）上發表了《項元汴歷代名瓷圖譜》（《Xsiang and His Album》）和《論汝窯》（《A Commentary on Ru Ware》）等文章。大維德又在1936年為東方陶瓷學會撰寫《汝窯評鑒 – Commentary on Ju Ware》一文時發現明代曹昭《格古要論》，他深感原文作者的情懷，遂將三卷十三論的《格古要論》及後經明人王佐增編至十三卷的《新增格古要論》翻譯成英文，取名《中國式鑒賞 – Chinese Connoisseurship》，該書最終在大維德去世後的1971年出版。
1941年12月大維德夫婦在去印度途中取道上海，當時正值珍珠港事件爆發，夫婦被日本兵關押了9個月。關押期間，他患上後來導致其全身癱瘓的肌萎縮性脊髓側索硬化症。對生命以及收藏歸屬的擔憂，促成大維德的另一個決定，即向倫敦大學捐贈他的圖書館與全部藏品，取名大維德中國藝術基金會（Percival David Foundation of Chinese Art），於1952年6月10日正式開放。1950年，大維德獲得倫敦大學文學博士學位，成為英國古物學家協會的一員，並被授予法國榮譽軍團勛章。